# Butis gymnopomus
Butis gymnopomus är en fiskart som först beskrevs av Bleeker, 1853.  Butis gymnopomus ingår i släktet Butis och familjen Eleotridae. Inga underarter finns listade.